# 小早
小早是日本戰國時代至江戶時代時期的一種小型軍用船。「小早」在日語中是「小型的早船（關船）」的意思。
小早的櫓數在40個以下。它沒有安宅船和關船所具有的用於儲存箭的總箭倉，而且防禦力較差。但其行動靈活，因此在戰爭中主要用於偵察和傳令。此外由於其行動靈活，也用於突襲敵軍，例如毛利水軍和村上水軍就經常用小早對敵人投擲焙烙火矢。